# Wild Waves Golf Challenge
Het Wild Waves Golf Challenge is een jaarlijks golftoernooi in Zuid-Afrika en maakt deel uit van de Sunshine Tour. Het toernooi werd in 2012 opgericht en wordt sindsdien gespeeld op de golfbaan van de Wild Coast Sun Country Club, in Port Edward.

## Golfbanen
| Jaren      | Golfbaan                    | Par | Stad        |
| ---------- | --------------------------- | --- | ----------- |
| 2012-heden | Wild Coast Sun Country Club | 70  | Port Edward |

## Winnaars
| Jaar | Naam             | Score | Score | Info                 |
| ---- | ---------------- | ----- | ----- | -------------------- |
| 2012 | Trevor Fisher Jr | 197   | −13   |                      |
| 2013 | Andrew Curlewis  | 194   | −16   |                      |
| 2014 | Colin Nel        | 130   | –10   | 36-holes (regenweer) |

| Toernooirecord |  | po = winnaar na play-off |